# Piemme (concessionaria di pubblicità)
Piemme S.p.A. è la concessionaria di pubblicità del gruppo Caltagirone Editore. È impegnata nella raccolta pubblicitaria sia sui quotidiani che su internet. Il Presidente è Azzurra Caltagirone e l'Amministratore Delegato è Walter Bonanno. La sede legale è a Roma, in corso di Francia 200, mentre le altre sedi sono a Milano, Mestre, Ancona, Napoli e Lecce, inoltre l'azienda ha circa 30 filiali (tra cui Udine, Padova, Treviso, Latina, Viterbo, Perugia, Taranto, Caserta, Salerno) e 9 agenzie.

## Storia
La Piemme, conosciuta in particolare per essere la concessionaria ufficiale del quotidiano Il Messaggero, è da considerarsi tra le principali concessionarie di pubblicità italiane e in particolare è la quarta nella raccolta pubblicitaria sulla stampa quotidiana. L'azienda è stata fondata nel 1988 e nel 1996 è entrata a far parte del Gruppo Caltagirone Editore. Il gruppo editoriale rappresenta uno dei principali operatori del settore editoriale e con le testate gestite dalla concessionaria Piemme è da considerarsi leader assoluto nel mercato editoriale del centro-sud Italia. Con l'acquisizione del quotidiano Il Gazzettino, Piemme ha conosolidato la sua presenza e operatività anche nel nord Italia.
La Piemme conta oggi oltre 250 collaboratori che operano nelle 6 sedi principali di Milano, Roma, Mestre, Ancona, Napoli e Lecce e nelle altre sedi. 
Il fatturato 2007 è stato di circa 203,4 milioni di euro (fonte Piemme).

## Pubblicazioni di cui Piemme è concessionaria
- Il Messaggero
- Il Mattino
- Leggo (primo free-press italiano per numero di lettori, dati Audipress)
- Nuovo Quotidiano di Puglia
- Corriere Adriatico
- Il Gazzettino
- Famiglia Cristiana e Il Giornalino[1]